# تان دون
تان دان (انگلیسی: Tan Dun؛ زادهٔ ۱۸ اوت ۱۹۵۷) یک آهنگساز اهل جمهوری خلق چین است.
وی همچنین برنده جوایزی همچون جایزه اسکار بهترین موسیقی فیلم شده است.